# Mariene ecoregio Alboránzee
De Mariene ecoregio Alboránzee (36) (Engels: Alboran Sea marine ecoregion) is een biogeografische regio en ligt in het westen van de Middellandse Zee in de Mariene provincie Middellandse Zee (4) in het Marien rijk Gematigde Noordelijke Atlantische Oceaan. De mariene ecoregio is vastgesteld door het World Wide Fund for Nature en The Nature Conservancy en is vernoemd naar de Alboránzee.
In het oosten grenst het gebied aan de mariene ecoregio Westelijke Middellandse Zee (35) en in het westen aan de mariene ecoregio Saharaanse Opwelling (28).

## Geografie
De mariene ecoregio ligt in het westen van de Middellandse Zee voor de zuidkust van Spanje, de noordkust van Marokko en de noordwestelijke kust van Algerije. Het gebied ligt in de Alboránzee en strekt zich uit van de Straat van Gibraltar in het westen tot aan de Cabo de Palos bij Cartagena in Spanje en de stad Mostaganem in Algerije. Ook de wateren van Gibraltar liggen in dit gebied.
Het gebied kenmerkt zich door slechts lokale zeestromingen in deze zee.

## Biogeografie
Het gebied kent zeeleven dat houdt van gematigde temperaturen.